# Штрален
Штрален (нім. Straelen,  ['ʃtra:lən] ) — місто в Німеччині, знаходиться в землі Північний Рейн-Вестфалія. Підпорядковується адміністративному округу Дюссельдорф. Входить до складу району Клеве.
Площа — 74 км2. Населення становить 16 248 ос. (станом на 31 грудня 2020).

## Уродженці
- Ельмар Топговен — німецький перекладач.

## Галерея

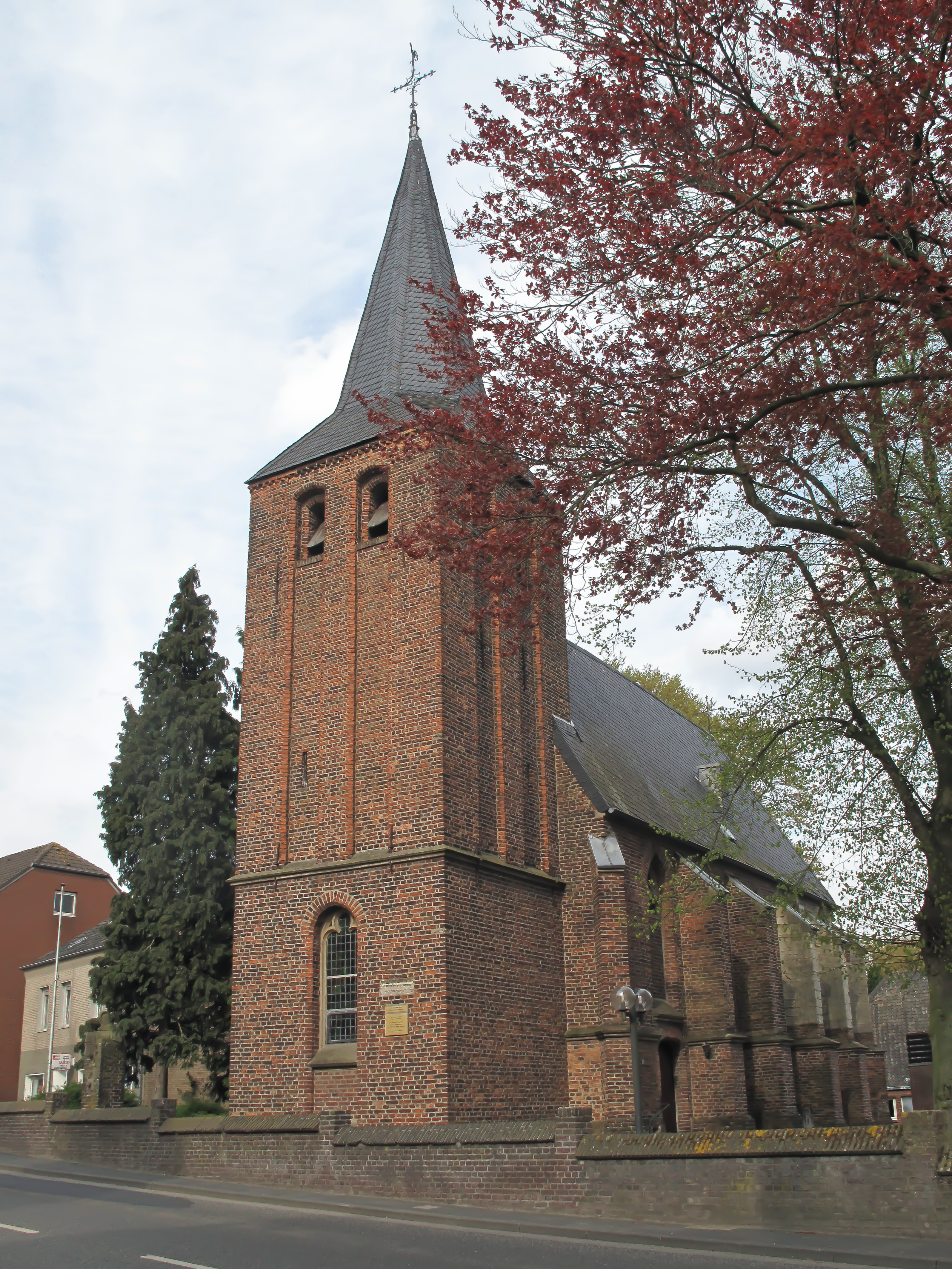
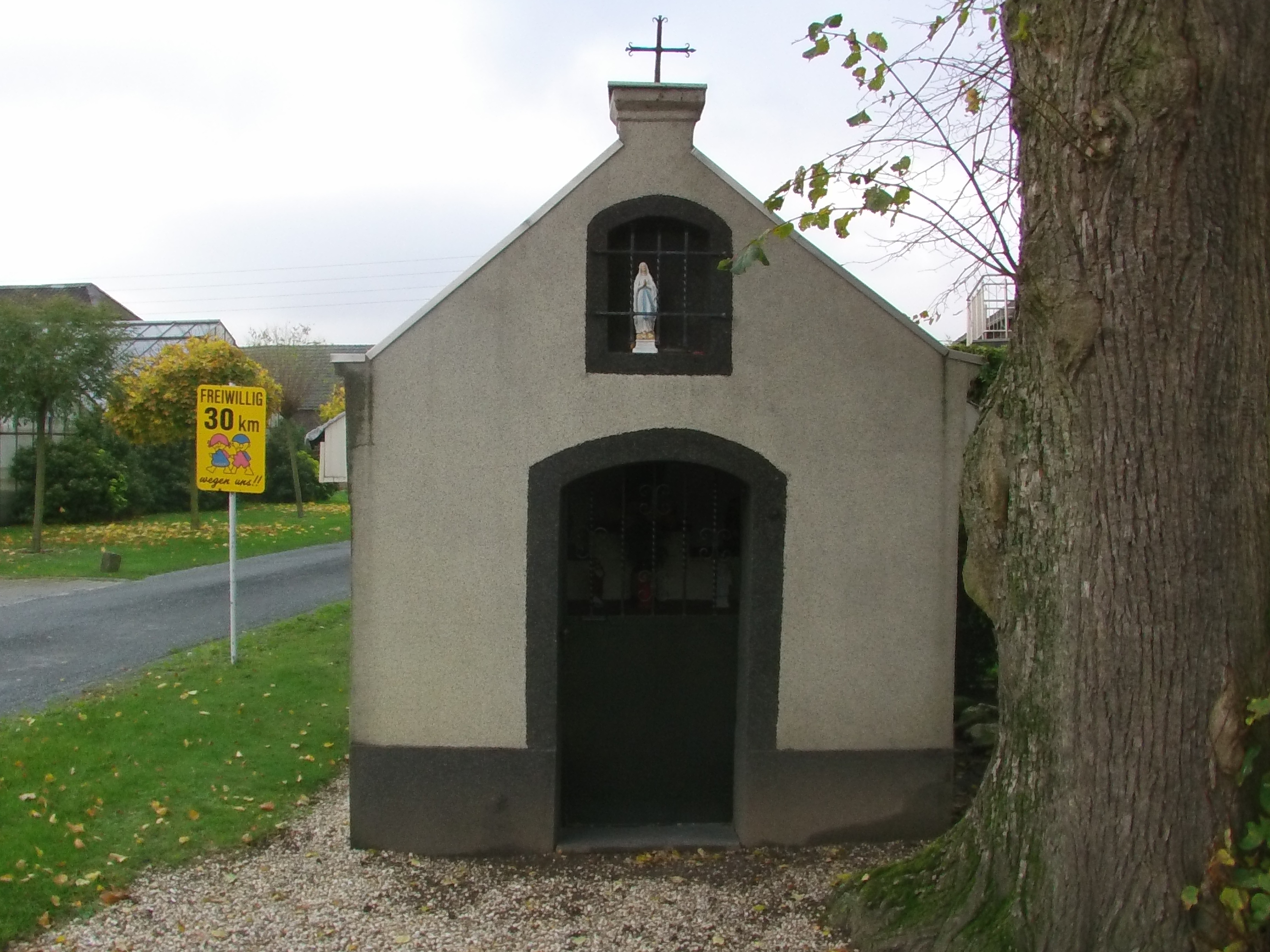
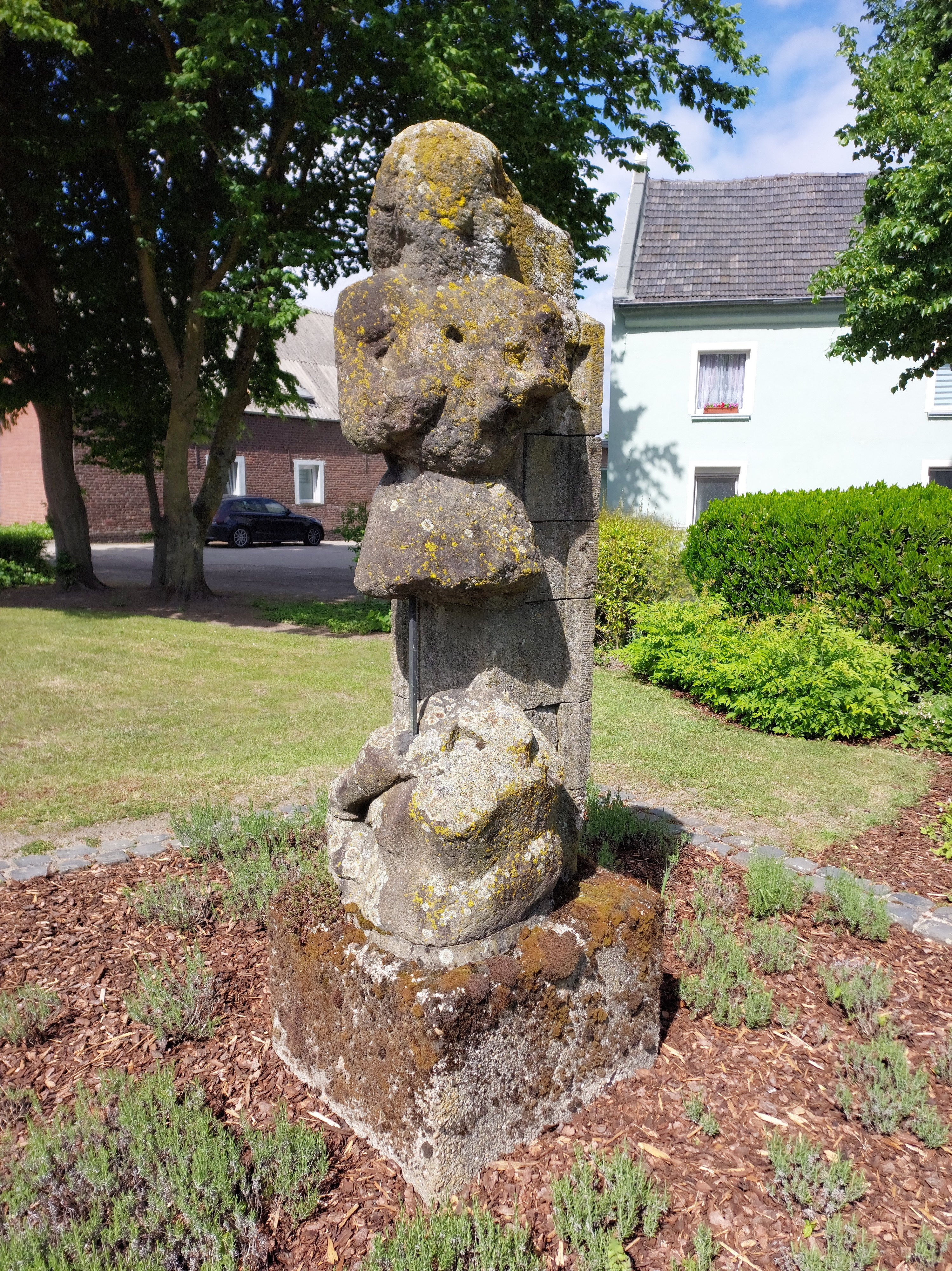
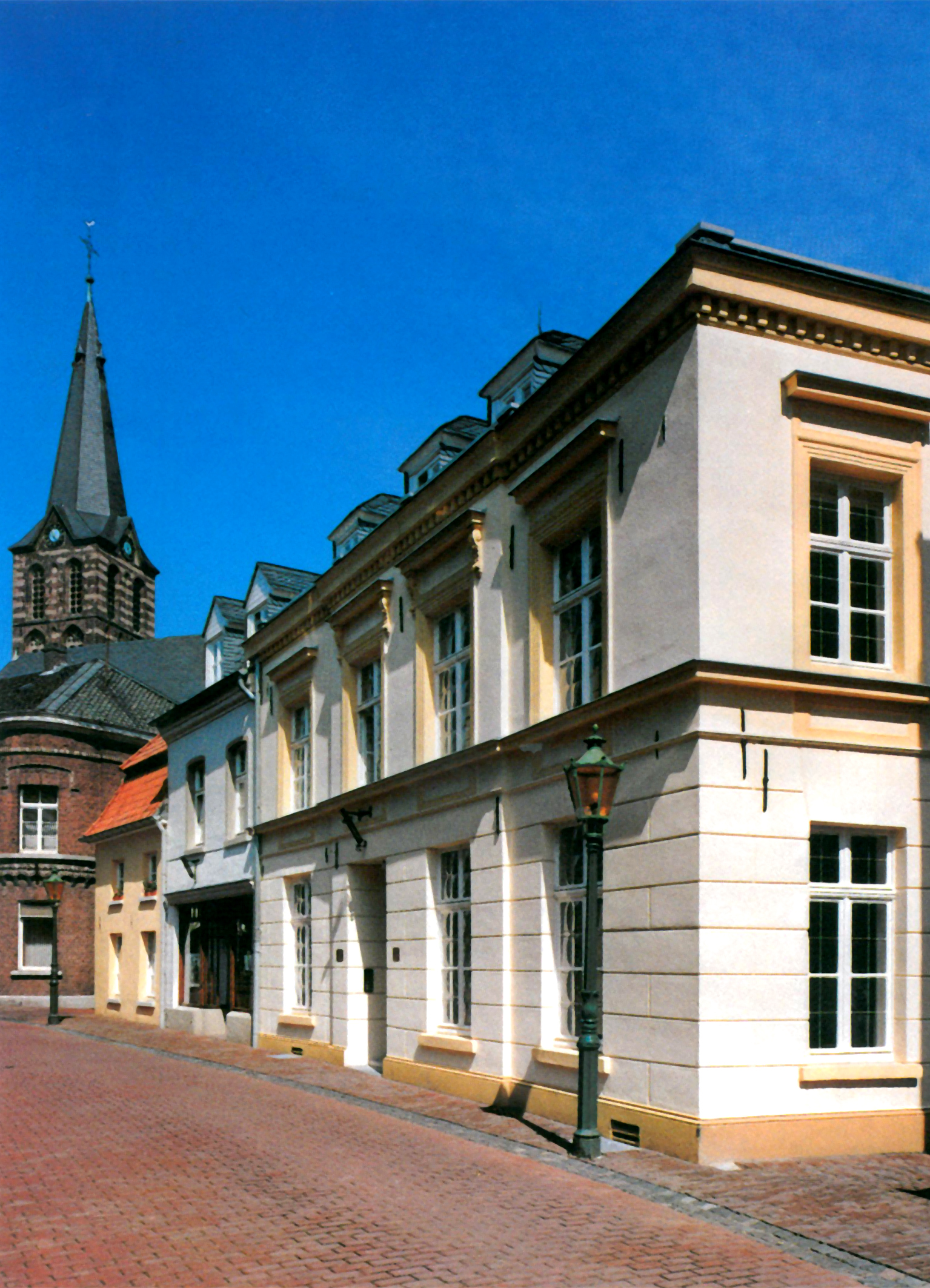
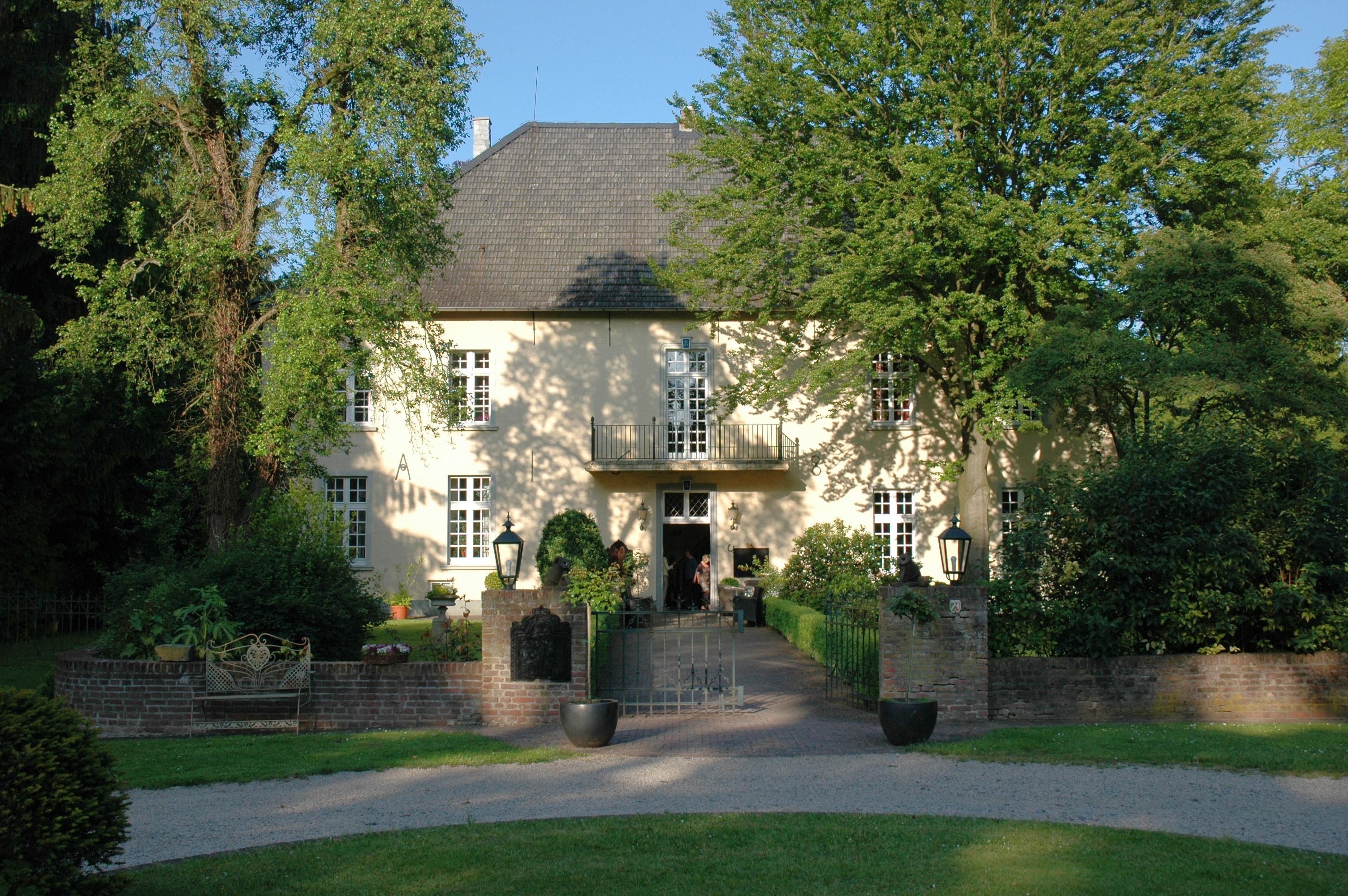
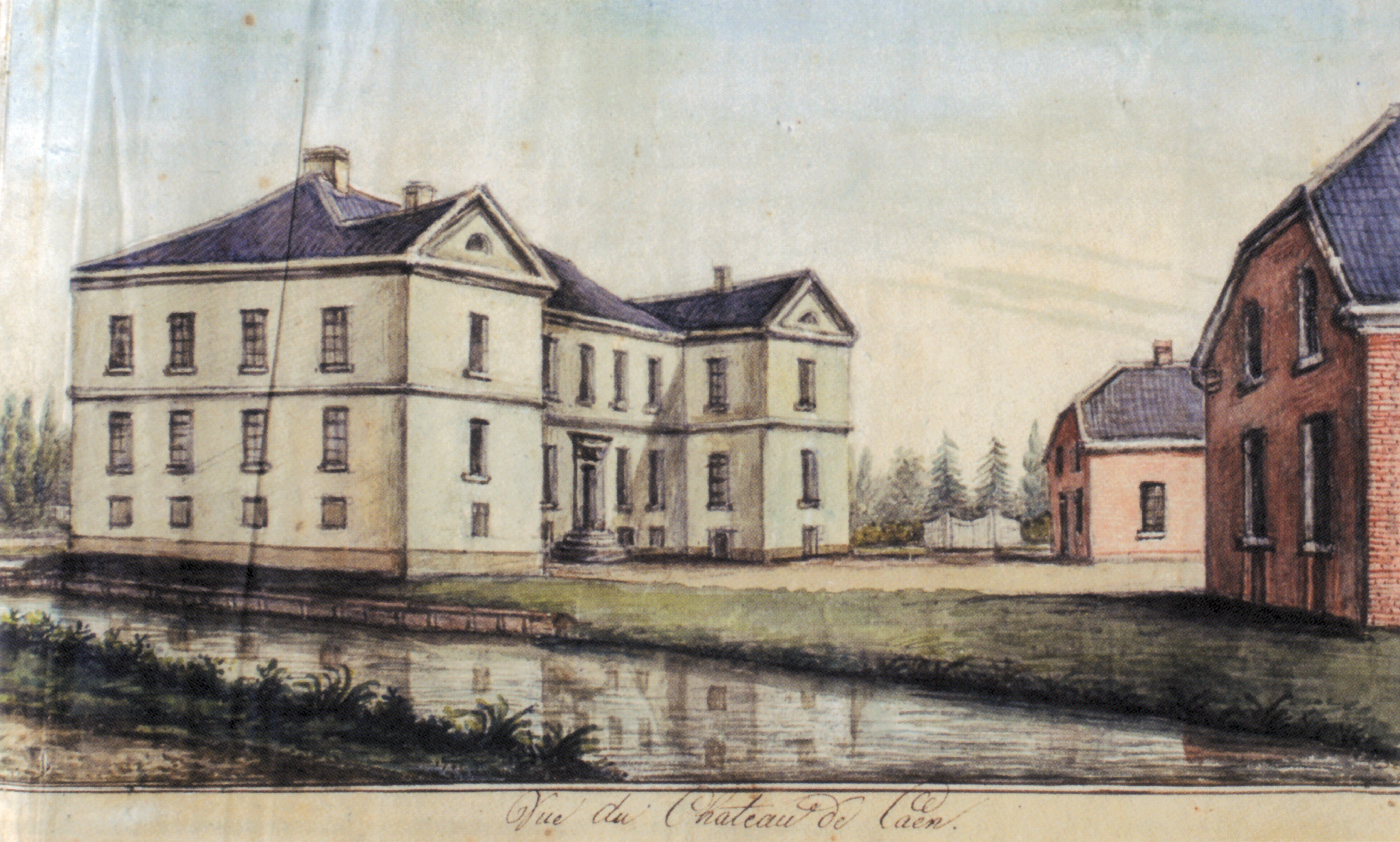